# دیدن از سیزده منظر (رمان)
مجموعهٔ دیدن از سیزده منظر (به انگلیسی: Thirteen Ways of Looking) نوشته کالم مک‌کان نویسنده ایرلندی است که شامل یک داستان بلند رمانک و سه داستان کوتاه است که در فضاهایی شاعرانه و گاه طنزآلود، خواننده را به تأمل وامی‌دارند.
داستان بلند این مجموعه در سیزده بخش اپیزود ارائه می‌شود و بر پیشانی هر پرده، بریده‌ای از شعر «دیدن سیه‌پر از سیزده منظر»، اثر والاس استیونس، شاعر مدرنیست آمریکایی نقش بسته‌است. ضمن داستان‌پردازی‌ای جذاب تفکرات استینوس را نیز در لابه لای سطور داستان می‌گنجاند.

## خلاصهٔ داستان
دیدن از سیزده منظر آیینه‌ای به قامت یک داستان بلند و سه داستان کوتاه است که می‌توان در قاب آن مخفی‌ترین ابعاد شخصیتی انسان‌ها را به تماشا نشست. دوران پیری را همراه پدربزرگی تنها سر کرد و سرود تنهایی را با سربازی تنها در غوغای سکوت خواند. مادرانه‌های زنی تنها مانده را به گوش جان شنید و با کشیشی بر سر دوراهی گذشته یا انتقام پا سست کرد.

## برگردان فارسی
این کتاب همراه با مجوز رسمی از نویسنده توسط ابراهیم فتوت به فارسی ترجمه شده و در سال ۱۳۹۶ توسط نشر کتاب کوله پشتی در بازار ایران به چاپ رسیده‌است.

## مقدمه نویسنده (برای ترجمه فارسی)
اگرچه در طلوعِ خیابان‌های تهران پیاده قدم نزده‌ام، آرامشِ کنارهٔ دریای خزر را تجربه نکرده‌ام، لذت کشف نادیده‌های غار علی‌صدر را نچشیده‌ام، بازی رنگ و نور در پنجره‌های مسجد نصیرالملک را به تماشا ننشسته‌ام و فضای شکوهمند پرسپولیس تا امروز روحم را به تسخیر درنیاورده است، بارها به مدد ادبیات، شعر و فیلم ایرانی حضور در نقطه‌نقطهٔ ایران را تجربه کرده‌ام. من به ایران سفر کرده‌ام، چون ویزای سفر با پرندهٔ پراعجاز خیال را داشته‌ام. شکوه دنیای هنر در این است که هنرمندان از روزنِ صفحات کتاب، یا در سوسوی پردهٔ سینما یا در اعماق رنگ‌های نقاشی، امتیاز زیستن به‌جای دیگر ملل را کسب می‌کنند. با در نظر گرفتن این امتیاز، با تمام وجود به خود می‌بالم که یکی از آثارم به‌طور رسمی در ایران به‌چاپ رسیده‌است. . . . من با تمام وجود باور دارم ادبیات نه‌تنها مرزهای آگاهی را می‌گستراند، بلکه مرزهای جغرافیایی را درهم می‌شکند. پس انتشار این کتاب در ایران، برای شخصیت‌های این اثر و در حقیقت برای خودم سفر به این کشور است و حتی می‌توان پا فراتر گذاشت و گفت شاید تجربهٔ شگفت‌آور اقامت در این مرزوبوم را برایم رقم می‌زند. ادبیات دست ما را می‌گیرد و به ما می‌آموزد تا زندگی را زندگی کنیم؛ نه اینکه فقط زنده باشیم. ادبیات، آن هوای تازه است که ریه‌های ما را زنده می‌کند و به ما یارای تغییر جهان برای حیات هرچه بهتر را می‌بخشد. ادبیات پاسخی شایسته در مقابل هتک حرمت به انسانیت به ما ارائه می‌دهد تا در مقابل خشونت، حرص و ناامیدی سکوت اختیار نکنیم. ادبیات، آنگاه که بایسته نگاشته و شایسته مطالعه شود، می‌تواند تاریکی‌های دنیای اطراف‌مان را به روشنایی مبدل سازد. افتخار دارم تا همراه شما، خوانندهٔ عزیز، دست‌به‌دست هم، با کنار زدن پرده‌ها پنجره‌ها را بگشاییم و طلوعی را در ایران نظاره‌گر باشیم که گسترهٔ نورش تا نیویورک هم برسد.